# حول الاسفل (بني قيس الطور)

تعديل مصدري - تعديل

حول الاسفل هي إحدى قرى عزلة ربع الشمري بمديرية بني قيس الطور التابعة لمحافظة حجة، بلغ تعداد سكانها 173 نسمة حسب تعداد اليمن لعام 2004.